# Бонсэки
Бонсэ́ки (яп. 盆 石 бонсэки) — миниатюрный ландшафт (горы, моря, озера, водопады), изготовленный на плоском поддоне с песком, гравием и мелкими камнями. Это форма японского сада камней (Карэсансуи). Искусство бонсэки пришло в Японию из Китая в XIV веке.
Чтобы придать объём своим работам, мастера используют натуральные камни и другие предметы. По размеру песок и камни подразделяются на 9 групп. Все инструменты (перья птиц, льняные венчики, специальные ситечки и лопатки) и песок хранят в специальных ящиках с отделениями — тансу.
Поднос выбирают в зависимости от задуманного пейзажа. Они бывают прямоугольные, овальные или в форме веера. С помощью самого крупного песка изображают, например, берег реки, а с помощью самого мелкого — водный поток или облака.
Бонсэки — временная композиция, которую создают к свадьбе, Новому году или церемонии. В современной Японии искусством бонсэки занимаются около 10 тыс. человек.